# 2500
2500(이천오백)은 2499보다 크고 2501보다 작은 자연수다.

## 수학
- 합성수로, 그 약수는 총 15개다. (1, 2, 4, 5, 10, 20, 25, 50, 100, 125, 250, 500, 625, 1250, 2500)
  - 2500의 진약수의 합은 2967이므로, 2500은 과잉수다.
- 50번째 제곱수(502)다. 앞의 제곱수는 2401, 다음 제곱수는 2601이다.
- {\displaystyle 2500=14^{2}+48^{2}=30^{2}+40^{2}}
  - 서로 다른 두 자연수의 제곱합으로 나타내는 방법이 두 가지인 수다.
  - 연속하는 두 개의 {\displaystyle 10n}({\displaystyle n}은 자연수)인 30과 40의 제곱합으로 나타낼 수 있으며, 이 성질을 지닌 앞의 수는 1300, 다음 수는 4100이다.
- {\displaystyle 2500={\frac {1}{4}}\times 10^{4}}
- {\displaystyle 57^{20}-1}은 2500으로 나누어떨어진다.

## 과학·기술
- NGC 2500(영어판): 살쾡이자리 방향에 있는 막대나선은하.
- GE LM2500: 제너럴 일렉트릭의 함정용 터보사프트 가스 터빈 엔진.
- 코스모스 2500호(영어판): 러시아의 인공위성.

## 군사
- 2500톤형 호위함(일본어판)

## 작품
- 《컨플릭트 2500(영어판)》(1981년): 아발론 힐(영어판)에서 출시한 비디오 게임. 애플 II, 아타리 8비트 컴퓨터, 코모도어 PET, TRS-80 대응 게임이다.

## 기타
- 연도: 2500년, 기원전 2500년

## 같이 보기
- 2000